# Guillem Bruch
Guillem Bruch (Reus, segles XIV - XV) va ser un sacerdot català membre de l'Orde del Sant Sepulcre de Jerusalem.
Vinculat a principis del segle XV al monestir de Santa Maria de Lladó a l'antic comtat de Besalú, monestir que obtenia un benefici de l'església parroquial de Sant Pere de Reus, va ser traslladat a Valls, on els agustins hi tenien una casa, per tal de procurar que els tributs reusencs arribessin amb puntualitat a Santa Maria. El 1422 el trobem formant part de la Comunitat de Preveres de Reus.
La Comunitat de Preveres de Reus es va constituir el 1326 un any després de la constitució de la parròquia en prioral. El papa Joan XXII, des d'Avinyó, va fer aquesta concessió a favor del cambrer de Tarragona Guillaume Pierre Godin. Aquest era senyor principal de Reus (tenia un feudatari: el castlà) i tenia domini directe de la vila, que havia rebut de l'arquebisbe de Tarragona. La parròquia de Reus tenia com a sufragànies les de Castellvell i Almoster, que pertanyien a la senyoria reusenca. Durant cent-seixanta anys, la Comunitat de Preveres va ser l'únic col·lectiu religiós existent a Reus. A diferencia d'altres localitats de l'entorn, Reus va quedar al marge de l'expansió deis ordes religiosos per la Catalunya Nova i no va ser fins a les acaballes del segle xv, quan es va fundar el convent franciscà de Jesús.
Guillem Bruch va actuar diverses vegades com a representant de la Comunitat de Preveres i era com un ambaixador o cònsol davant les gestions que aquesta feia a Tarragona, Barcelona i Roma. Com a membre de l'Orde del Sant Sepulcre va ser molt ben considerat, i va mantenir correspondència amb altres membres de l'orde del regne d'Aragó i de Castella. El 1454 encara era membre de la Comunitat de Preveres reusenca.